# Bafia
Pour les articles homonymes, voir Bafia (homonymie).
Bafia est une ville du Cameroun située dans la région du Centre, à 120 km au nord de Yaoundé. Bafia est le chef-lieu du département du Mbam-et-Inoubou. Elle compte environ 55 700 habitants. Elle est la troisième plus grande ville de la région du Centre après Yaoundé et Mbalmayo.

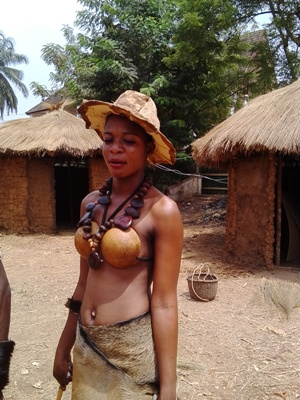
Danseuse bafia

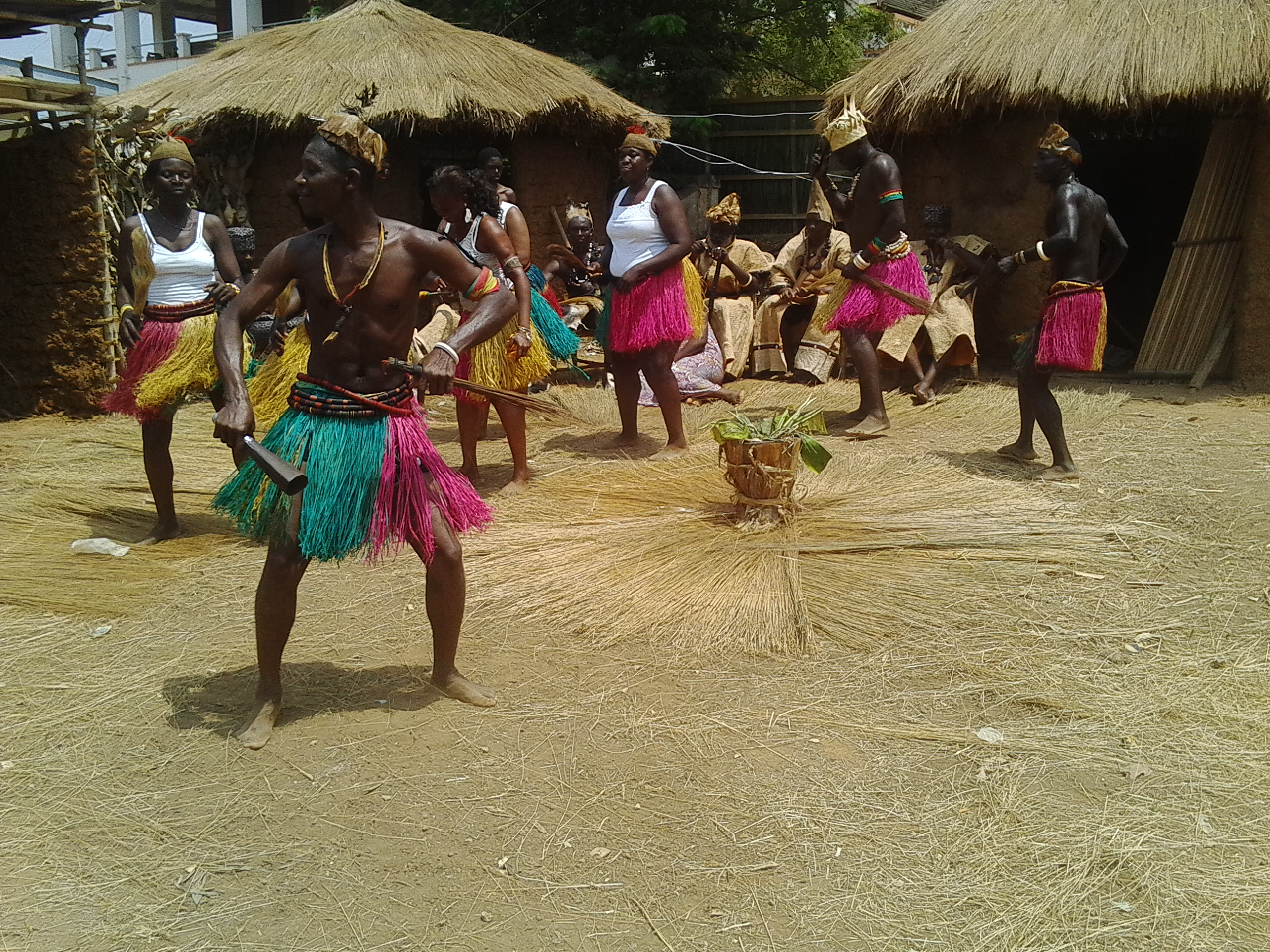
Danse Bafia

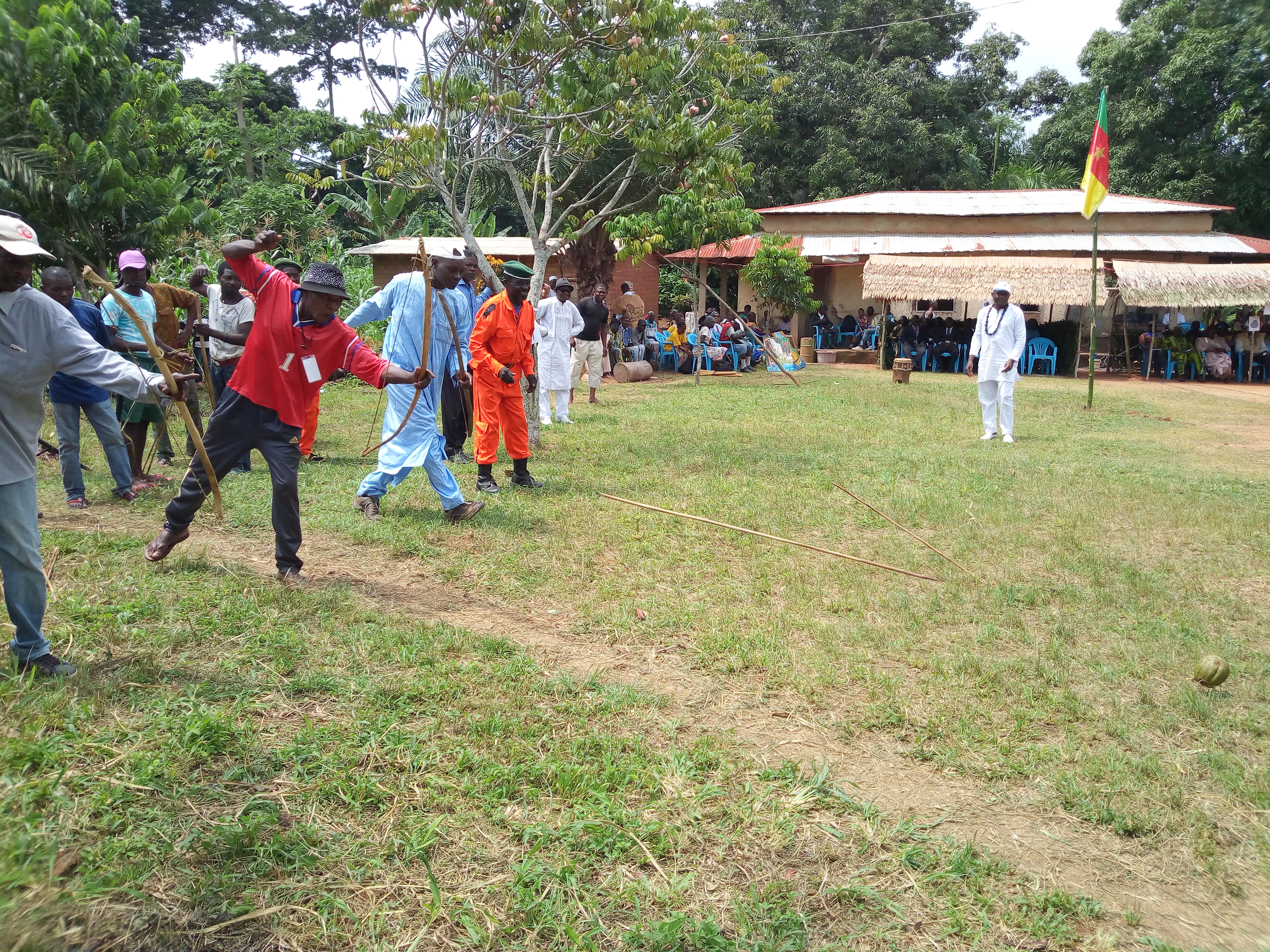
Kákámba

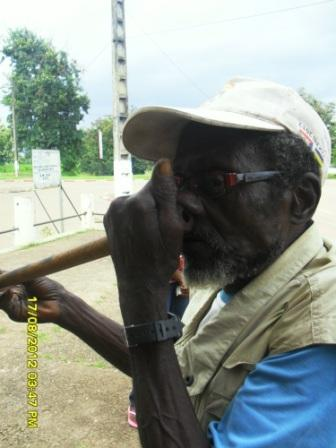
Flûte à narine

## Géographie
La localité de Bafia est desservie par la route nationale 4 (axe Obala-Bafoussam) à 124 km au nord de la capitale Yaoundé, la commune s'étend en rive droite et au sud de la rivière Mbam.
| Kon-Yambetta | Deuk  | Ngoro   |
| Kiiki        | Bafia | Ombessa |
| Kiiki        | Kiiki | Ombessa |

## Histoire

### Origine du nom
Les Allemands, pendant la traversée de la région du Mbam, vont s'arrêter dans le haut-plateau de la région que nous appelons aujourd'hui Bafia. Ne sachant pas comment désigner cette magnifique région, ils vont demander à un indigène qui se trouvait par là, revenant d'une partie de chasse, « comment se nomme cette localité ? ». Le chasseur, qui ne comprenait pas la question, pense plutôt que ses hôtes lui demandent son nom. « ufino yamè yo lomo : Bofia Nkano » (« Je me nomme Bofia Nkano »). D'où le nom de Bafia attribué à la localité.

### Histoire administrative
Après la mise en place du mandat français sur le Cameroun, la localité de Bafia dépend de la subdivision de Yoko, dans la circonscription de Yaoundé-Yoko instaurée en 1916. Le chef-lieu de subdivision est transféré de Yoko à Bafia par arrêté du 19 mars 1920. La subdivision est érigée en circonscription par arrêté du 26 novembre 1927, constituée des subdivisions de Bafia, de Yoko et d’une partie de celle de N’Dikiniméki.
En 1935, la circonscription de Bafia devient la région du M’Bam par arrêté du 8 avril 1935. Elle conserve ses trois subdivisions précédentes. À partir de 1959, la région prend le nom de département du Mbam. Après l'indépendance en 1992, le Mbam est divisé en 2 départements : Mbam-et-Inoubou (Chef-lieu : Bafia) et le Mbam-et-Kim, vaste département au nord de la région Centre.
La commune de plein exercice de Bafia est instaurée en 1961. En 2007, les anciennes communes Urbaine et Rurale de Bafia sont divisées en trois, instaurant l'actuelle commune de Bafia et les communes rurales de Kon-Yambetta et de Kiiki.

## Population
La population urbaine de Bafia est relevée lors des recensements du Cameroun et connait un accroissement annuel de 2,39 % pendant la période 1987-2005. Lors du recensement de 2005, la commune comptait 55 506 habitants, dont 47 471 pour Bafia Ville. En 2015, le plan communal de développement estime la population communale à 73 147 habitants, dont 23 882 pour l'espace urbain.
| 1966   | 1976   | 1987   | 2005   | 2015   |
| ------ | ------ | ------ | ------ | ------ |
| 11 000 | 19 128 | 30 594 | 47 471 | 73 147 |

## Administration

### Maires de Bafia
Les maires se succèdent à la tête de la municipalité depuis la création de la commune en 1961.
| Période | Période      | Identité                         | Étiquette | Qualité                         |
| ------- | ------------ | -------------------------------- | --------- | ------------------------------- |
| 2020    | « en cours » | Marthe Félicité Zintchem À Bodio | RDPC      | Avocate internationale          |
| 2007    | 2013         | Ahmed Issa                       | RDPC      | Professeur de Lycée             |
| 2013    | 2020         | Max Abraham Nwatsock             | RDPC      | Inspecteur principal des impôts |
| 2007    |              | Ahmed Issa                       | RDPC      | Professeur de Lycée             |
| 2002    | 2007         | Mohamadou Machia                 | RDPC      | Architecte                      |
| 1996    | 2002         | MOUGAM à RIBOUEM                 | RDPC      | Professeur de Lycée             |
| 1987    | 1996         | Alphonse MBANGA à DONG           | RDPC      | Infirmier principal             |
| 1977    | 1987         | Djiberou Machia                  | UNC/RDPC  | Percepteur du trésor            |
| 1975    | 1977         | Pierre MONE MVONDO               | -         | Administrateur civil            |
| 1971    | 1975         | Aboubakar Mbassa à Zock          | -         | Enseignant                      |
| 03-70   | 12/70        | Marcel MEDJO AKONO               | -         | -                               |
| 1965    | 1970         | Amos Anong                       | -         | Médecin                         |
| 06-65   | 08/65        | Luc NKENDJOUO                    | -         |                                 |
| 1961    | 1965         | Pierre Kotouo                    | -         | Administrateur civil, Sénateur  |

### Préfecture de Bafia
La préfecture de Bafia a été érigée en 1961. Elle couvrait l'ex-département du Mbam (actuels départements du Mbam-et-Inoubou et du Mbam-et-Kim). Depuis 1992, Bafia est la capitale du département du Mbam-et-Inoubou.

Bafia accueille également un Sous-Préfet qui administre l'arrondissement de Bafia, une commune couvrant le ressort territorial de cette commune.
Toutes les administrations centrales du pays sont représentées dans la ville par des délégués départementaux et des délégués d'arrondissement.

## Chefferies traditionnelles
L'arrondissement de Bafia compte deux chefferies traditionnelles de 2e degré reconnues par le ministère de l'administration du territoire et de la décentralisation :
- Canton Koro
- Canton Ngam

## Villages
Outre Bafia proprement dit, la commune comprend 36 villages dont 5 dans l'espace urbain :

### Espace urbain
- Biamo
- Biaberebe
- Rimis I
- Rimis II
- Rizotse

### Autres villages
- Biabegoura
- Biabeyakan
- Biabetom
- Biabezock
- Biatsota
- Bigna I
- Bigna II
- Bisseuh
- Doguem
- Donenkeng I
- Donenkeng II
- Doniribouem
- Egona I
- Fatoh I
- Fatoh II
- Gah
- Goufan I
- Goufan II
- Lable
- Ngomo
- Nloh
- Nyamsong I
- Nyamsong II
- Nyamsong III
- Nyouka I
- Nyouka II
- Ribouati
- Rigama
- Rionong
- Saram
- Taro
- Tsekani

### Lemamdé
Le groupement Lemandé présent dans le répertoire des villages ne figure pas dans le plan communal de développement en 2015.
- Nyambaye
- Omeng

## Justice
Les tribunaux de première instance et grande instance du département ont leur siège à Bafia. La ville dispose également d'une prison et de la présence des services de police et de gendarmerie. Des notaires, huissiers de justice et avocats disposent d'études dans le centre-ville de Bafia.

## Infrastructures

### Éducation

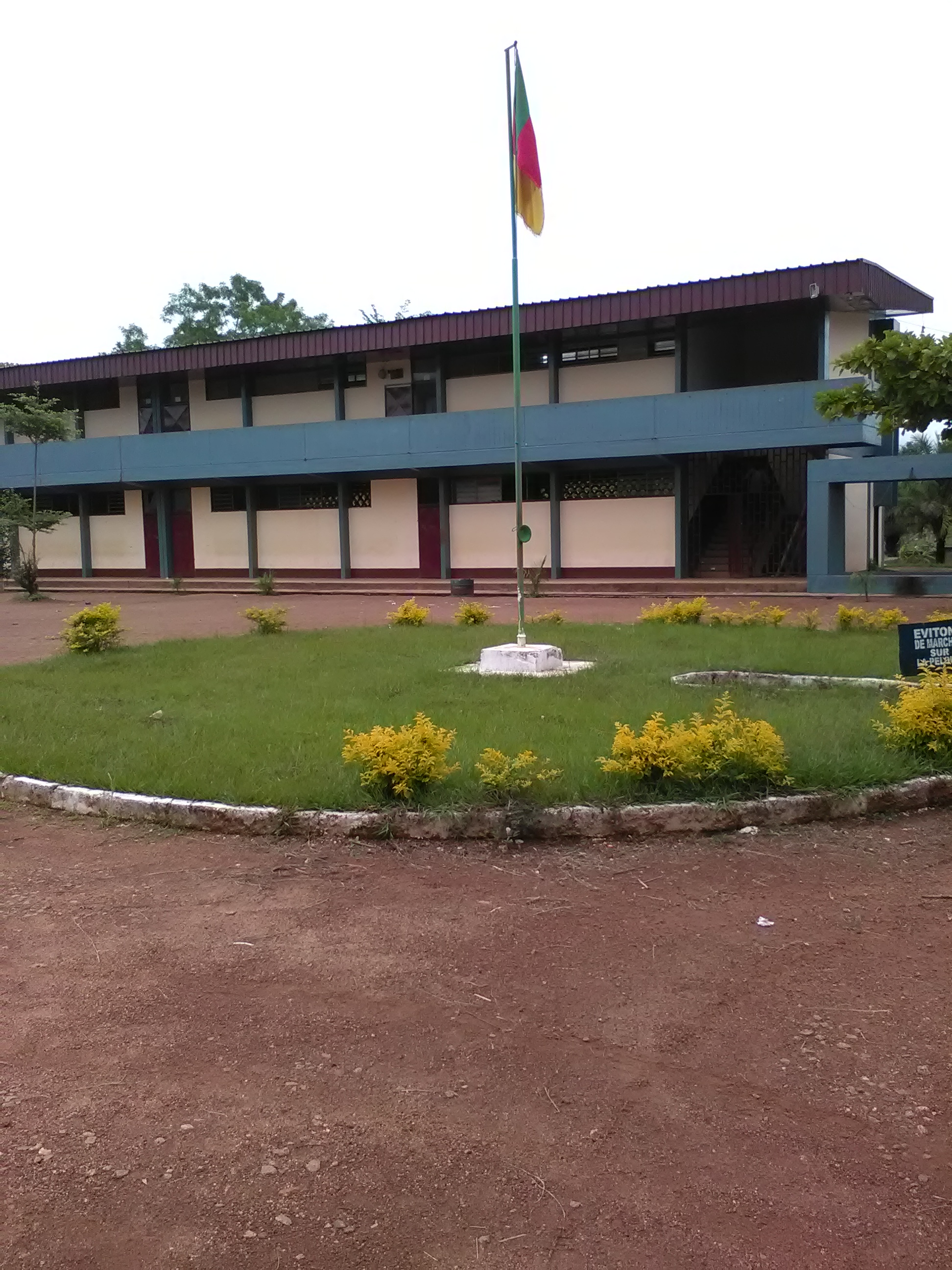
Lycée Classique et Moderne de Bafia

La ville de Bafia dispose d'un ensemble d'établissements scolaires :
- l'ENIEG de Bafia (École Normale des Instituteurs de l'Enseignement Général)
- le lycée classique et moderne de Bafia
- le lycée bilingue de Bafia
- le lycée technique de Bafia (Lyteba)
- le CETIC de Bafia (Collège d'Enseignement Technique Industriel et Commercial)
- trois collèges d'enseignement secondaire

À ceux-ci, s'ajoutent plusieurs collèges privés et confessionnels, de nombreuses écoles primaires et maternelles publiques et privées.

### Santé
L'hôpital de district de Bafia est la principale structure sanitaire de la ville. Il est doté des principales spécialités (médecine générale, pédiatrie, gynécologie, odonto-stomatologie, chirurgie, etc.). Il est appuyé au niveau local par plusieurs centres de santé intégrés au niveau de certains quartiers et villages. Les confessions religieuses contribuent également à cette action de santé publique à travers notamment l'hôpital Protestant de Donenkeng (Bafia) dont la renommée s'étend au-delà des limites de la ville et du département du Mbam-et-Inoubou.

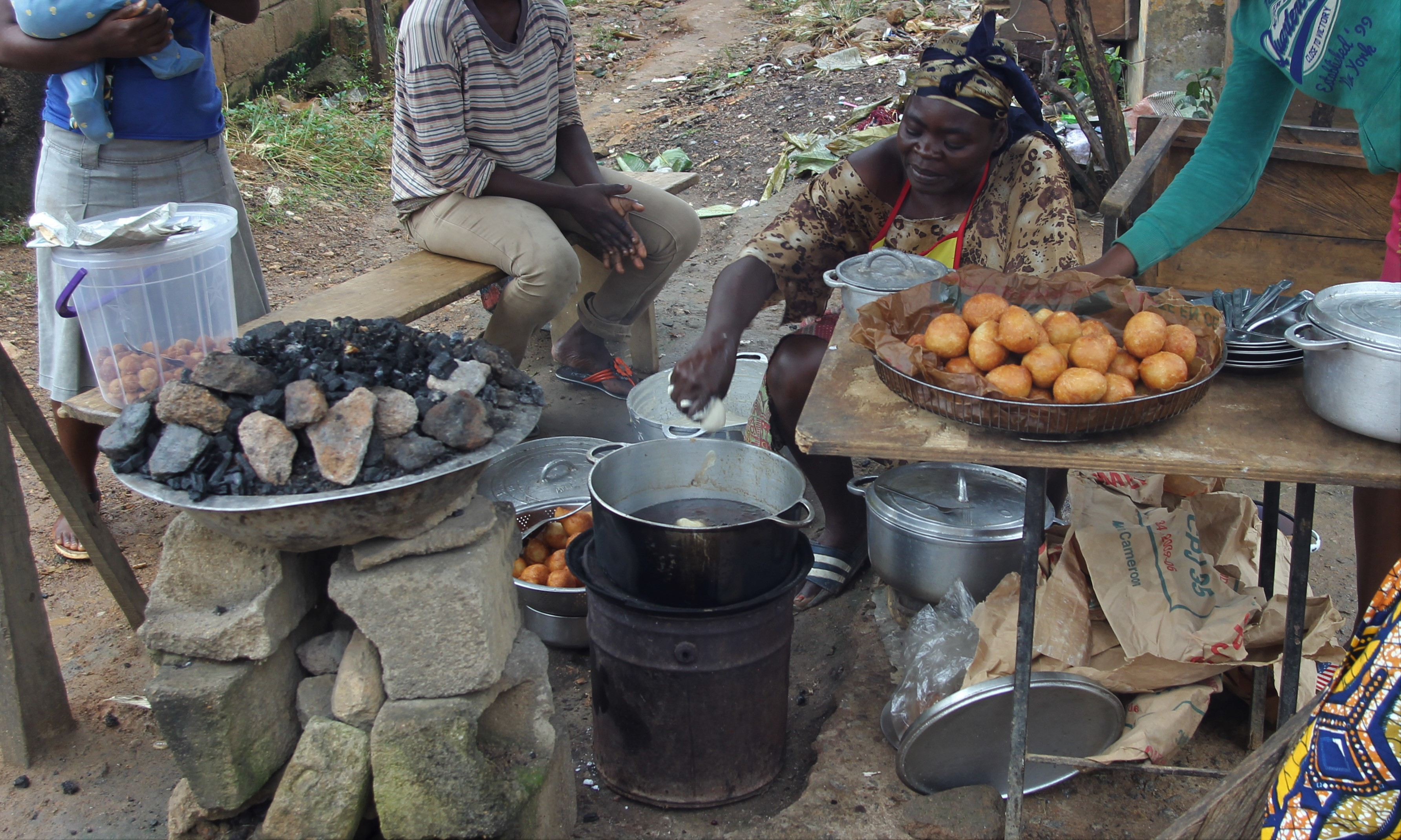
Freshly Fried Donuts in Bafia 1 - Cameroon

Deux pharmacies privées et les pharmacies des deux principaux hôpitaux permettent un approvisionnement aisé en médicaments essentiels.
La ville de Bafia ne compte qu'une morgue installée à l'Hôpital de district. Quelques entreprises de pompes funèbres privées sont installées sur place.

### Sports

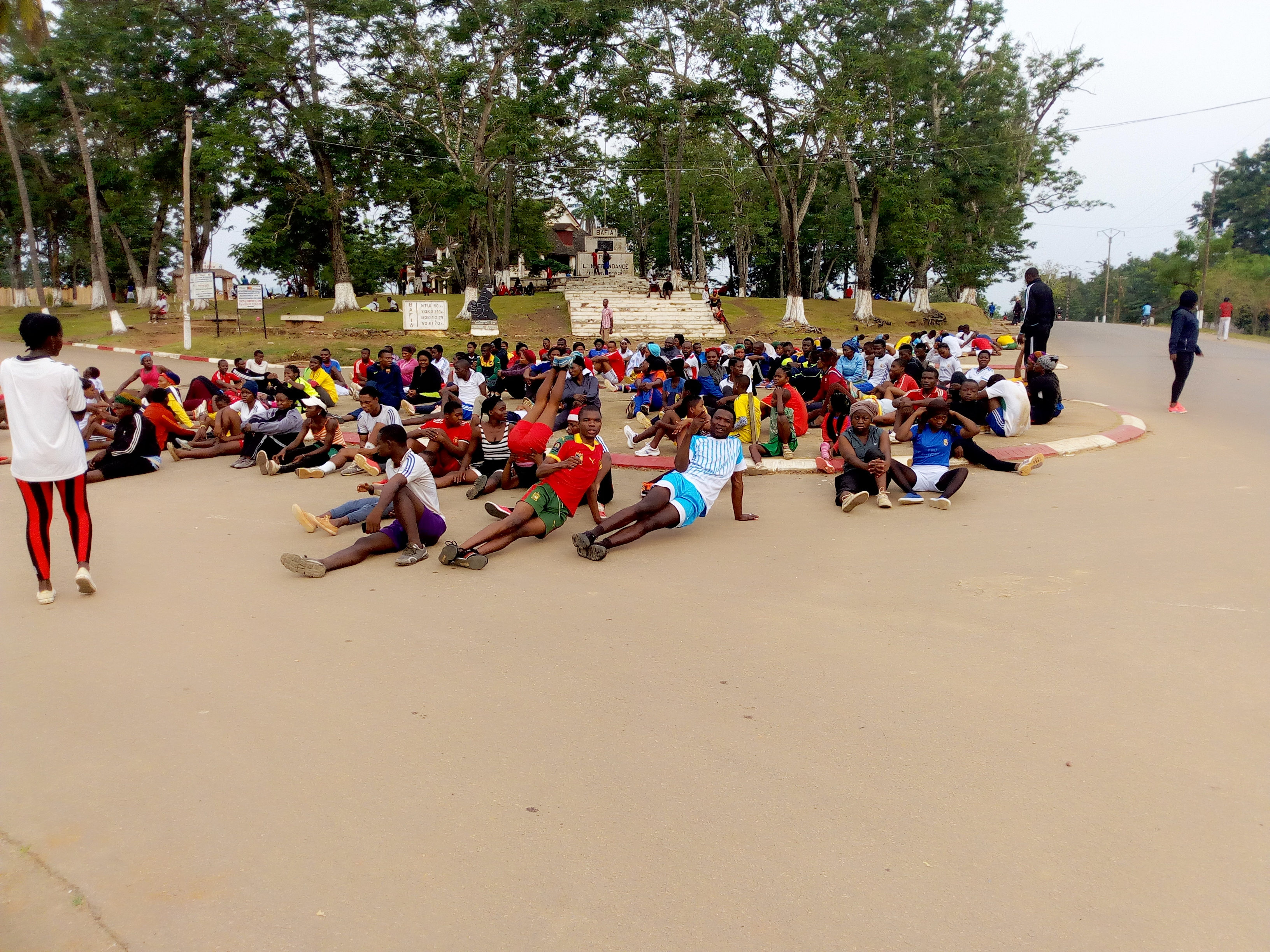
Sport pour tous le dimanche sur la place de l'Indépenance.

#### Football
Bafia club bénéficie d'un stade à sa mesure: le stade Ayem, du nom d'un ancien préfet qui était un fanatique du football. C'est lui qui prit l'initiative de bâtir un stade et de l'offrir aux clubs de Bafia et de ses environs. Bafia club connut ses années de gloire en première division nationale avec la vedette Philippe Michel Mouthe, puis plus tard Bougoli dans les années 1970.

#### Volley-ball
Bafia VB Évolution : Club de volley-ball de Bafia

### Cadre de vie

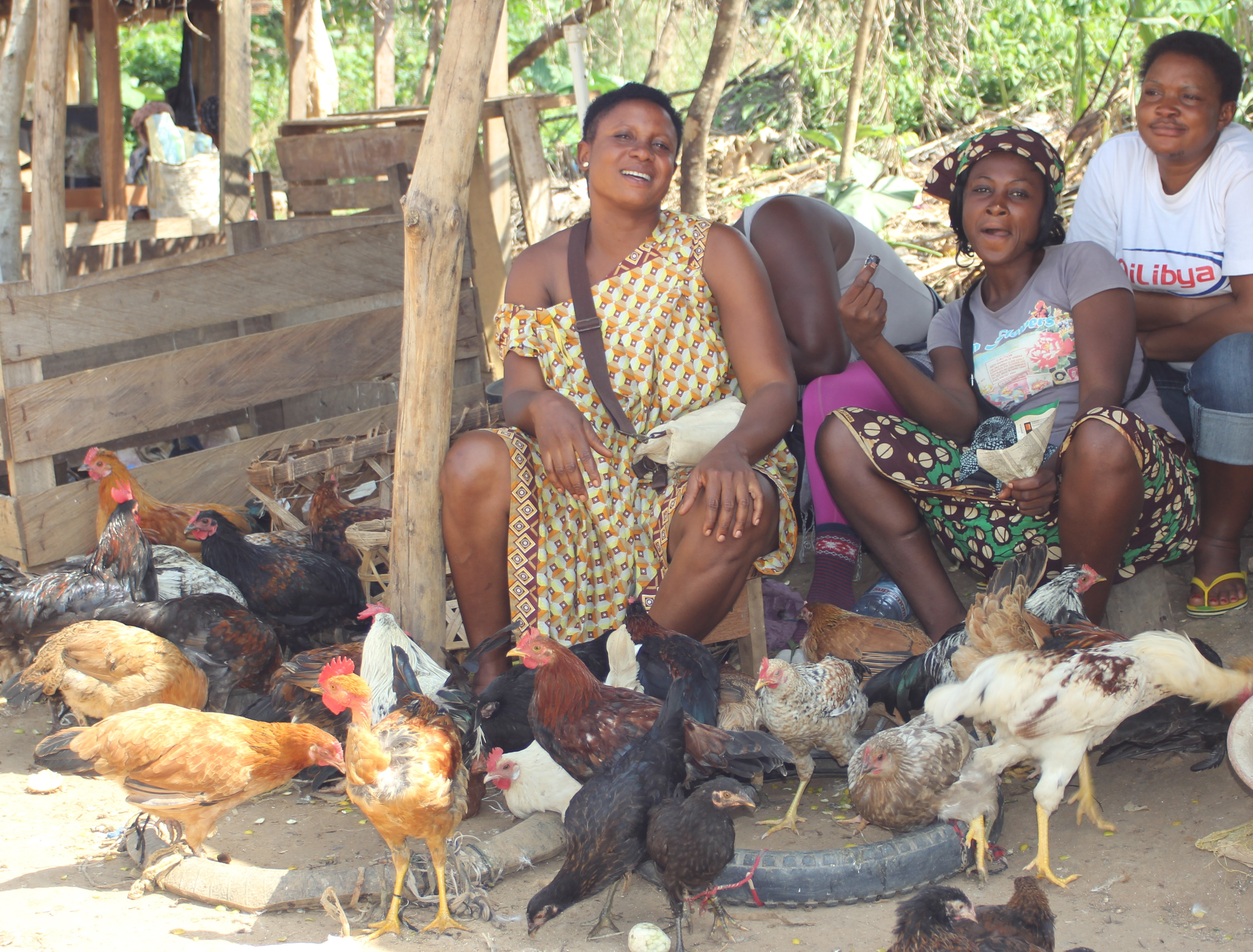
Vendeuse de piments

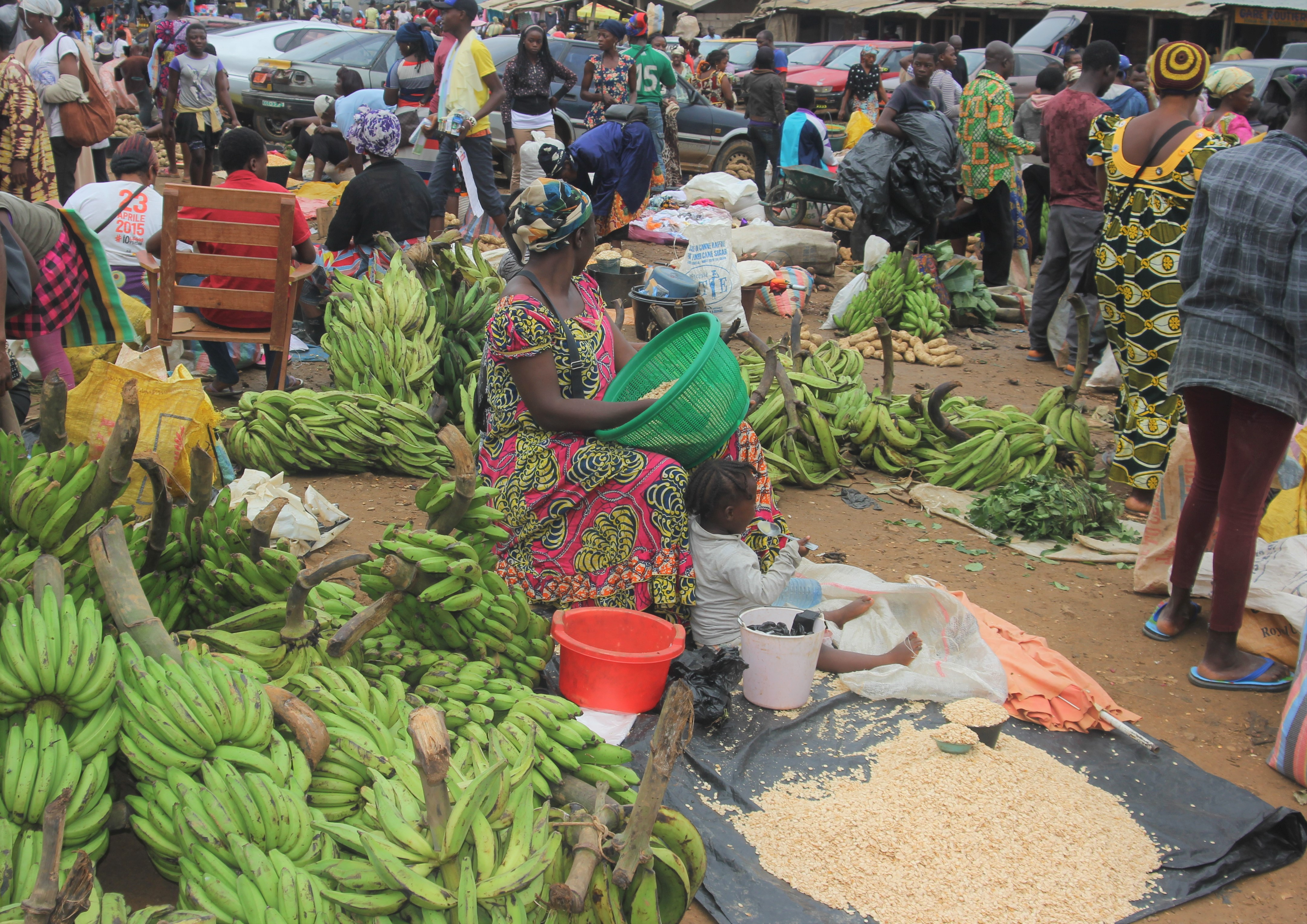
Scène du marché aux légumes

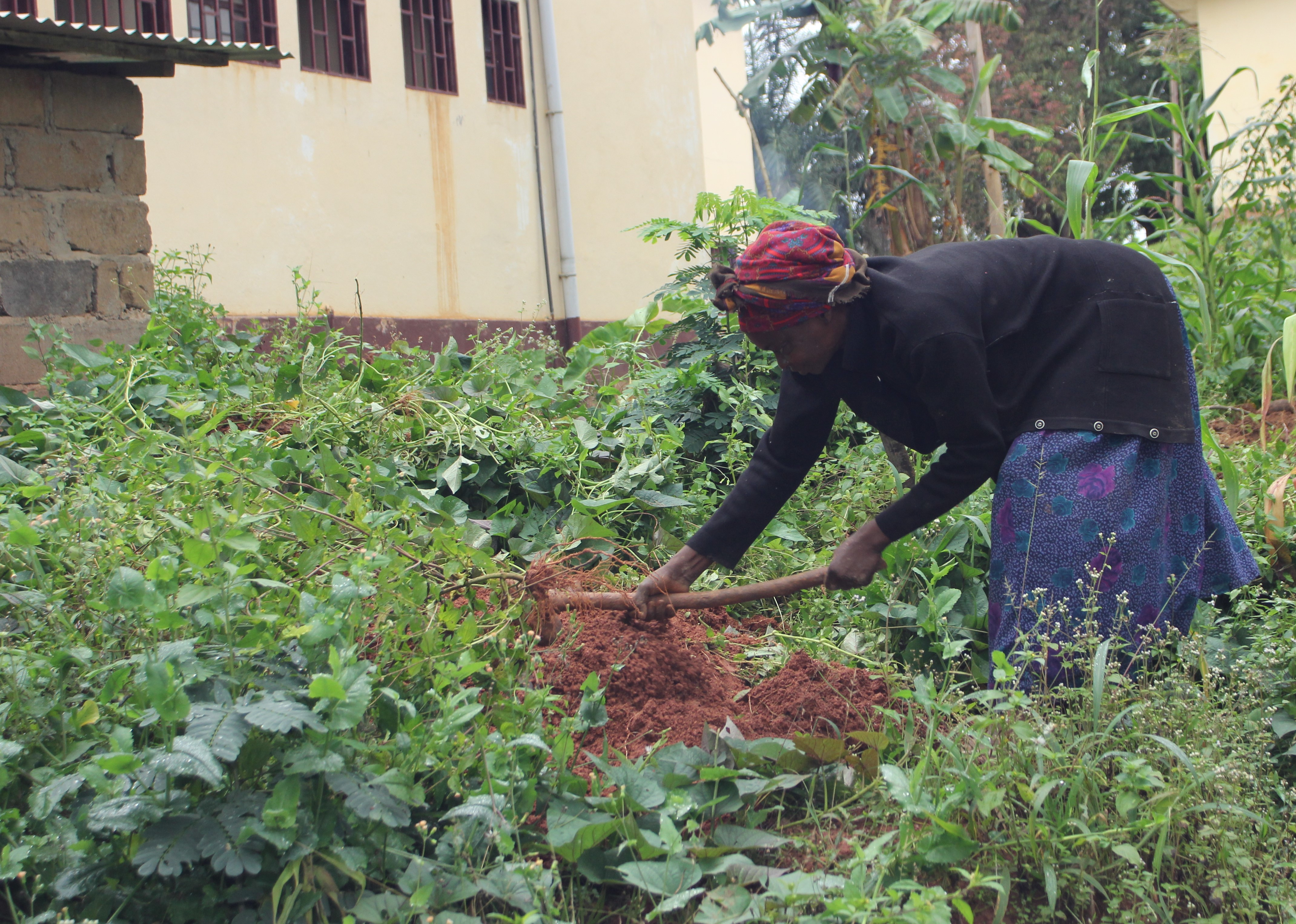
Récolte des ignames dans une ferme locale

La ville de Bafia offre des facilités urbaines élémentaires. Quatre stations services permettent aux habitants de s'approvisionner en carburant et autres consommables pour automobile. Les taxis fonctionnent suivant un service de ramassage. L'on note depuis peu le développement de l'activité de moto-taxi desservant les voies peu accessibles aux voitures et la zone rurale. Les principales artères de la ville sont bitumées. L'éclairage urbain n'est pas convenablement assuré partout.

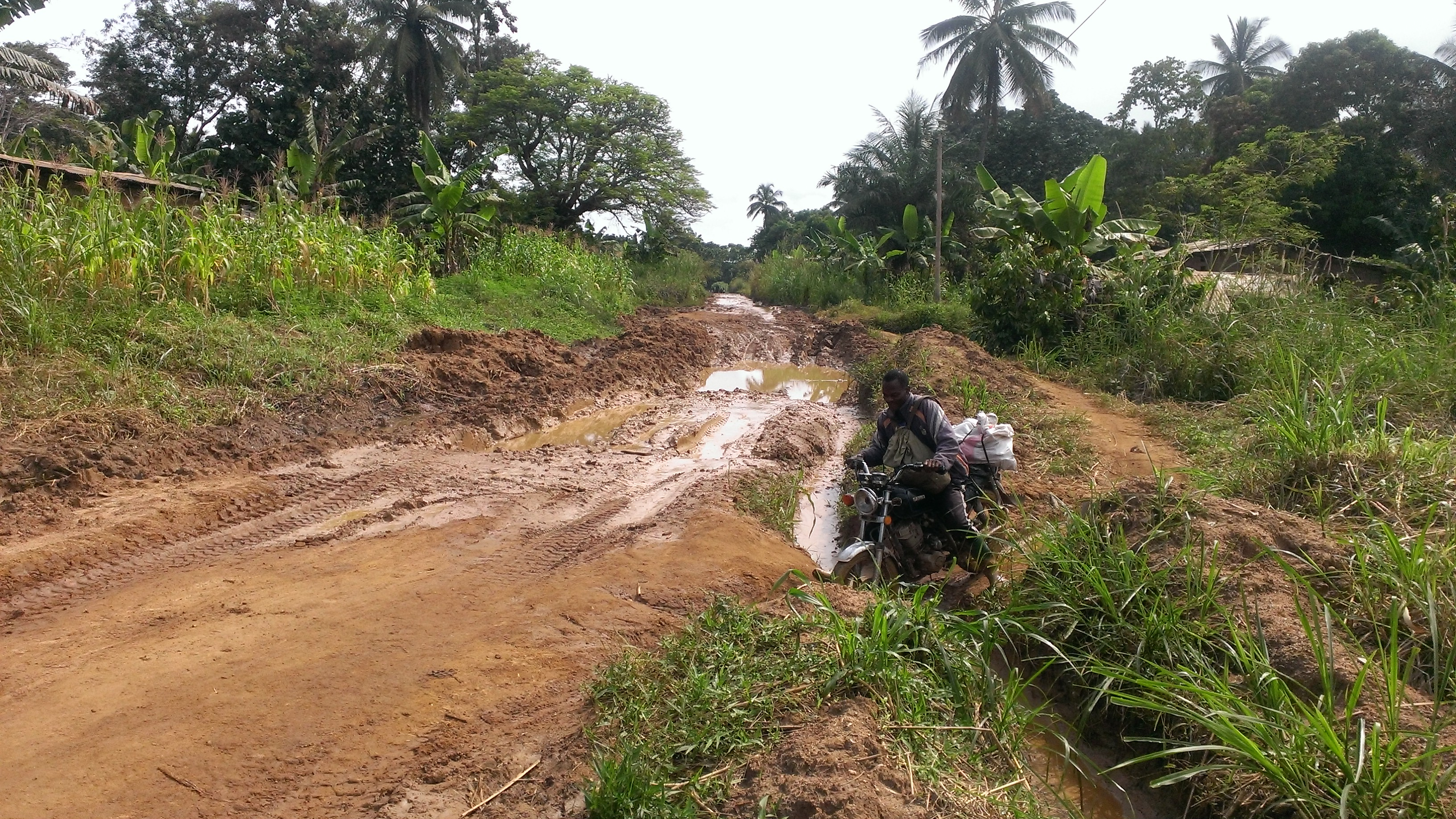
Route Biatsota-Bafia

Un bureau de poste propose tous les services postaux. Les opérateurs de téléphonie fixe et mobile sont également actifs.
Les services bancaires sont exercés par des établissements de microfinance et de transfert d'argent.
Plusieurs restaurants opèrent dans la ville et offrent une carte variée dominée par les mets locaux (kepen ki bazi, kidjane, bitosso, etc.) Un hôtel deux étoiles disposant d'une boîte de nuit (discothèque) et plusieurs autres établissements de moindre envergure assurent l'hébergement des visiteurs. De nombreux bistrots et gargotes complètent le tableau.
Par ailleurs, la ville compte des boulangeries, des boutiques et marchés où l'on peut acheter divers produits vivriers et manufacturés.
La télévision nationale (CRTV), le câble et le satellite ainsi que la radiodiffusion (en FM) nationale, internationale (RFI) et locale permettent de rester en contact avec l'actualité internationale.

## Transports
Comment se rendre à Bafia ? Bafia n'est joignable que par route. Au départ de Yaoundé, plusieurs compagnies de transport permettent de rallier Bafia par une route goudronnée N4 de 121 kilomètres à partir de la gare routière de Tongolo (nord de Yaoundé).
Au départ de Douala, il convient soit de passer par Yaoundé (360 kilomètres), soit de passer par Bafang et Bangangté ou Bafang et Bafoussam (près de 390 kilomètres environ dans les deux cas). De Douala, des changements de compagnie de transport seront opérés soit à Bafoussam, soit à Bafang.
Le terrain d'aviation de Biamo construit de 1938 à 1941, très actif dans les quinze premières années après l'indépendance n'est plus en état de recevoir des monomoteurs, des bimoteurs ou des hélicoptères.

## Religion

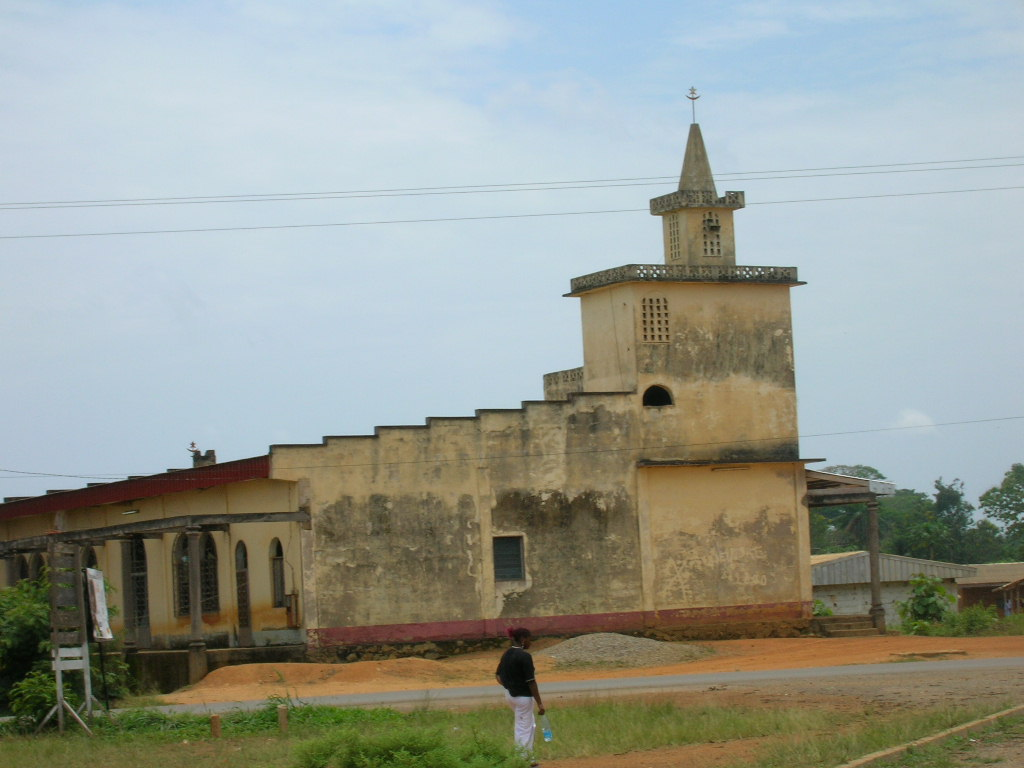
Une mosquée

La liberté de culte est respectée dans la Commune de Bafia où les religions suivantes se côtoient en parfaite harmonie : islam, catholicisme, protestantisme (plusieurs obédiences), animisme. La répartition des fidèles est la suivante :
- La population est chrétienne à 54 % ;
- La population est musulmane à 20 % ;
- La population est animiste à 23 % ;
- La population est païenne ou adepte à d’autres religions à 1 %.

### Diocèse de Bafia
La cathédrale Saint Sébastien de Bafia est le siège du diocèse catholique de Bafia, la circonscription ecclésiastique qui épouse les limites du département du Mbam et qui a à sa tête un évêque qui réside au chef-lieu. Ainsi le nom Bafia devient un déterminatif désignant tous les chrétiens catholiques de la région du Mbam.

### Consistoire du Mbam
Cette assemblée réunit tous les pasteurs de la région du Mbam et désigne tous les chrétiens protestants de l’Église presbytérienne camerounaise (EPC) du Mbam et de la province de l’ouest en général.

### Consistoire Judée Shalom
Le consistoire Judée Shalom est né de l'éclatement le 11 septembre 2002 de l'ancien consistoire Mbam et compte une dizaine de pasteurs et un peu plus de 5 000 chrétiens parsemés dans tous les arrondissements du département du MBAM (Inoubou et KIM). Il a son siège à Kiiki, chef-lieu de l'arrondissement de Kiiki.

## Personnalités nées à Bafia
- Jacqueline Koung à Bessike, femme politique
- Fabien Eboussi Boulaga, philosophe
- Amina Gerba, femme de média, industrielle.
- Luc Mbah a Moute, basketteur professionnel.
- Pascal Siakam, basketteur professionnel.